# Casimirella
Casimirella es un género con siete especies de plantas  perteneciente a la familia Icacinaceae. 

## Taxonomía
Fue descrito por Émile Hassler y publicado en Repertorium Specierum Novarum Regni Vegetabilis  12: 249 en el año 1913. La especie tipo es Casimirella guaranitica Hassl.

## Especies aceptadas
A continuación se brinda un listado de las especies del género Casimirella aceptadas hasta septiembre de 2014, ordenadas alfabéticamente. Para cada una se indica el nombre binomial seguido del autor. abreviado según las convenciones y usos.	
- Casimirella ampla (Miers) R.A.Howard
- Casimirella beckii (Fern.Casas) Breteler
- Casimirella crispula (R.A.Howard) R.A.Howard
- Casimirella diversifolia R.A.Howard
- Casimirella guaranitica Hassl.
- Casimirella lanata R.A.Howard
- Casimirella rupestris (Ducke) R.A.Howard